# Lundbeck
H. Lundbeck, conhecida comumente como Lundbeck, é uma empresa farmacêutica global com mais de cem anos de atividade. Especializada em psiquiatria e neurologia. Pesquisa, produz e vende produtos farmacêuticos para a psiquiatria e neurologia em todo o mundo. Os produtos da empresa são direcionados a áreas de doenças como depressão, esquizofrenia, doença de Parkinson e a doença de Alzheimer.
Os principais medicamentos da empresa são: Brintellix® (Vortioxetina), Rexulti (Brexpiprazol), Cipramil® (Citalopram), Deanxit® (melitraceno), Clopixol® (Zuclopentixol), Truxal (clorprotixeno), Ebix™ (Memantina), Lexapro® (Escitalopram), Saphris® (Asenapina) entre outros.